# Liste von Mühlen am Schwarzen und Weißen Schöps
Die Liste von Mühlen am Schwarzen und Weißen Schöps gibt eine Übersicht über die historischen Wassermühlen am Schwarzen und  Weißen Schöps in der Oberlausitz unabhängig davon, ob sie noch existieren oder bereits verfallen und abgerissen sind. Es wurden etwa 60 Mühlenstandorte erfasst. Viele Mühlen existieren nicht mehr, einige sind umgebaut und dienen anderen Zwecken.
Bei Mühlen, die unter Denkmalschutz stehen, kann über die ID-Nummer der jeweilige Denkmaltext aus der sächsischen Denkmalliste aufgerufen werden. Die historische Bedeutung der Mühlen als Einzeldenkmale ergibt sich aus dem Denkmaltext des Landesamts für Denkmalpflege Sachsen.

## Legende
- Bild: zeigt ein Bild der Mühle und gegebenenfalls einen Link zu weiteren Fotos.
- Bezeichnung: Name der Mühle.
- Lage: Ortsteil bzw. Gemarkung sowie Straßenname und Hausnummer. Der Link Karte führt zur Kartendarstellung.
- Datierung: gibt das Jahr der Fertigstellung oder den Zeitraum der Errichtung an.
- Beschreibung: Angabe baulicher und geschichtlicher Einzelheiten, von Denkmaleigenschaften sowie ehemaligen Besitzern oder Bewohnern der Mühle.
- ID: Falls die Mühle ein Kulturdenkmal ist, ist hier die ID-Nr. des Landesamts für Denkmalpflege Sachsen angegeben. Ein ggf. vorhandenes Icon  führt zu den Angaben des Kulturdenkmals bei Wikidata.

## Liste von Mühlen am Schwarzen Schöps
Die Liste der ehemaligen Mühlen ist entsprechend der örtlichen Lage von der Quelle bis zur Mündung gegliedert.
| Bild                                    | Bezeichnung                                      | Lage                                                         | Datierung | Beschreibung | ID       |
| --------------------------------------- | ------------------------------------------------ | ------------------------------------------------------------ | --------- | --- | -------- |
|                                         | Mittelmühle Sohland                              | Sohland am Rotstein                                          |           | ehem. Mittelmühle Sohland, später Bäckerei, genaue Lage unklar |          |
|                                         | Kirchmühle Sohland                               | Sohland am Rotstein, Dorfstraße 204 (Karte)                  |           | ehem. Kirchmühle (auch Hofe- oder Obermühle) Sohland, um 1900 Betrieb eingestellt, jetzt Wohnhaus |          |
| Direkt Bild zu diesem Denkmal hochladen | Mühle Sohland                                    | Sohland am Rotstein, Am Teichdamm 100 (Karte)                | um 1700   | ehem. Mühle; Mühle und Wirtschaftsgebäude; baugeschichtlich und technikgeschichtlich von Bedeutung. | 09271673 |
|                                         | Stadtmühle Reichenbach                           | Reichenbach/O.L., Badergasse 5 (Karte)                       | 1949/50   | ehem. Stadtmühle Reichenbach am Reichenbacher Wasser, bis 1959 in Betrieb. Industriemühle mit Mühlentechnik und Bruchsteinbrücke; Mühle in der Formensprache der 1920er Jahre, authentisch, geschichtlich und städtebaulich von Bedeutung. Industriemühlengebäude mit Hakengrundriss, drei- bis viergeschossiger roter Backsteinbau aus der ersten Nachkriegszeit (1949/50); die Formensprache der Sachlichkeit, verbunden mit expressionistischen Motiven an den Außenwänden, hat ihren Ursprung jedoch in den 1920er Jahren. Die Gestaltung der Giebel in Treppenform weist auf den Anspruch des Erbauers auf Repräsentation - für die Entstehungszeit eine Besonderheit und von exemplarischer Bedeutung; im Inneren sind, auf Holzdecken, Walzenstuhl und Plansichter der Firma Jämlich (Nossen) Relikte von technikgeschichtlicher Relevanz. Schließlich ist das markante, hochgradig authentische Gebäude von städtebaulicher Bedeutung und für den Kern der Kleinstadt stark bildprägend. | 09268896 |
| Weitere Bilder                          | Kuhn-Mühle Niederreichenbach                     | Reichenbach/O.L., Niederreichenbach 24 (Karte)               |           | ehem. Kuhn-Mühle Niederreichenbach am Reichenbacher Wasser |          |
| Weitere Bilder                          | Walkmühle Oehlisch                               | Oehlisch, OT von Reichenbach/O.L., Löbauer Straße 3C (Karte) |           | ehem. Walkmühle Oehlisch |          |
| Weitere Bilder                          | Häntschmühle Oehlisch                            | Oehlisch (Karte)                                             |           | ehem. Häntschmühle Oehlisch, jetzt ruinös, genaue Lage unklar |          |
| Weitere Bilder                          | Steinmühle Oehlisch                              | Oehlisch 7 (Karte)                                           |           | ehem. Steinmühle Oehlisch, Mahlmühle, bis 1957 in Betrieb |          |
| Weitere Bilder                          | Belger- oder ehem. Mengelsdorfer Mühle           | Oehlisch 9A (Karte)                                          |           | ehem. Belger- oder ehem. Mengelsdorfer Mühle, urspr. zum Rittergut Mengelsdorf gehörend, bis 1926 in Betrieb |          |
| Weitere Bilder                          | Wassermühle Meuselwitz                           | Meuselwitz, Hauptstraße 19 (Karte)                           |           | ehem. Wassermühle Meuselwitz |          |
| Weitere Bilder                          | Wassermühle Krobnitz                             | Krobnitz, Am Schöps 5 (Karte)                                |           | ehem. Wassermühle Krobnitz |          |
| Weitere Bilder                          | Alte Wassermühle Melaune                         | Melaune 47a (Karte)                                          | vor 1750  | ehem. Wassermühle Melaune; Wohnmühlenhaus mit Anbau und Erdkeller eines Mühlenanwesens; Obergeschoss Fachwerk, baugeschichtlich und ortsgeschichtlich von Bedeutung. | 09270227 |
| Weitere Bilder                          | Döbschützer Mühle                                | Döbschütz 20 (Karte)                                         |           | ehem. Döbschützer Mühle |          |
| Weitere Bilder                          | Holzmühle Arnsdorf                               | Arnsdorf (Karte)                                             |           | ehem. Holzmühle Arnsdorf, ruinös |          |
| Direkt Bild zu diesem Denkmal hochladen | Mühle Nieder Seifersdorf                         | Nieder Seifersdorf, Am Oberen Wehr 6 (Karte)                 |           | ehem. Mühle Nieder Seifersdorf |          |
| Direkt Bild zu diesem Denkmal hochladen | Mühle Nieder Seifersdorf                         | Nieder Seifersdorf, Arnsdorfer Straße 104 oder 111 (Karte)   |           | ehem. Mühle Nieder Seifersdorf, genaue Lage unklar |          |
|                                         | Klostermühle Attendorf 3                         | Attendorf 3 (Karte)                                          |           | ehem. Klostermühle Attendorf am Goldbach (Alter Schöps); unter Denkmalschutz steht die Scheune der ehemaligen Klostermühle, davor Brunnenstube; baugeschichtlich von Bedeutung. | 09268874 |
| Direkt Bild zu diesem Denkmal hochladen | Dorfmühle Attendorf                              | Attendorf 8 (Karte)                                          | vor 1900  | ehem. Dorfmühle Attendorf am Goldbach (Alter Schöps); Mühlengebäude mit Gewässerdurchfluss; Feldsteinmauerwerk, baugeschichtliche Relevanz. | 09268869 |
| Weitere Bilder                          | Ullersdorfer Mühle                               | Ullersdorf, Ullersdorfer Straße 33 (Karte)                   | nach 1850 | ehem. Mühle Ullersdorf am Wisaer Wasser (Alter Schöps); Mühlenanwesen mit Müllerwohnhaus und Mühlengebäude, Nebengebäude, Mühlentechnik und Mühlgraben; baugeschichtlich, ortsgeschichtlich und technikgeschichtlich von Bedeutung. | 09268849 |
| Weitere Bilder                          | Schneidemühle Jänkendorf                         | Jänkendorf (Karte)                                           |           | ehem. Schneidemühle Jänkendorf |          |
| Weitere Bilder                          | Schlossmühle Jänkendorf                          | Jänkendorf (Karte)                                           |           | ehem. Schlossmühle Jänkendorf, abgerissen, genaue Lage unklar |          |
|                                         | Mühle Quitzdorf                                  | Quitzdorf (Karte)                                            |           | ehem. Mühle Quitzdorf, abgerissen, im Stauraum der Talsperre Quitzdorf, genaue Lage unklar |          |
| Weitere Bilder                          | Wassermühle Sproitz                              | Sproitz, Seer Straße 6; 7 (Karte)                            | vor 1900  | ehem. Wassermühle Sproitz; Wohnmühlenhaus mit Mühlenanbau und Silo; baugeschichtlich, ortsgeschichtlich und technikgeschichtlich von Bedeutung. | 09269010 |
| Weitere Bilder                          | Zischelmühle Horscha                             | Petershain, Zur Mühle 14 (Karte)                             | vor 1900  | ehem. Zischelmühle Horscha; Industriemühle; baugeschichtlich und ortsgeschichtlich von Bedeutung. | 09268367 |
| Weitere Bilder                          | Mehling Mühle Mücka                              | Mücka, Bautzener Straße 156 (Karte)                          | 1921      | ehem. Mehling Mühle Mücka; Mühle mit Mühlteich und Speicher; exponierte Lage, baugeschichtlich und technikgeschichtlich von Bedeutung. | 08991926 |
|                                         | Wassermühle Förstgen                             | Förstgen, Mühlweg 1-3 (Karte)                                |           | ehem. Wassermühle Förstgen am Weigersdorfer Fließ |          |
| Weitere Bilder                          | Zimpeler Mühle                                   | Zimpel, OT von Boxberg/O.L., Zu den Eichen 8 (Karte)         |           | ehem. Zimpeler Mühle am Weigersdorfer Fließ |          |
| Direkt Bild zu diesem Denkmal hochladen | Pappenfabrik Walter Mehling                      | Kreba-Neudorf, An der Post 1 (Karte)                         | nach 1910 | ehem. Mühle Neudorf (bei Kreba), später Pappenfabrik Walter Mehling; Kontorhaus, Pförtnerhaus, Nebengebäude und Fabrikhallenvorbau der ehemaligen Pappenfabrik Mehling; Kontorhaus als neobarockes, im ursprünglichen Aussehen erhaltenes Gebäude, der Hallenvorbau neoklassizistisch (Tempelform), ebenfalls neoklassizistisch das Pförtnerhäuschen, baugeschichtlich und ortsgeschichtlich von Bedeutung. | 09303154 |
| Weitere Bilder                          | Hammer Kreba-Neudorf                             | Kreba-Neudorf, Hoyerswerdaer Straße 8 (Karte)                |           | ehem. Mühle Kreba, Hammer Kreba-Neudorf |          |
| Weitere Bilder                          | Reichwalder Mühle oder Pötschke-Mühle Reichwalde | Reichwalde, Mühlenstraße 18 (Karte)                          | um 1900   | ehem. Reichwalder Mühle; Mühlenanwesen mit Mühlengebäude und angebautem altem und neuem Wohnhaus, drei Nebengebäuden, frei stehendem Taubenhaus, Hofmauer und Einfahrtspfeilern, Hofpflasterung aus kleinen Granitsteinen, Wehranlage und auf der anderen Seite des Schwarzen Schöps ein Mühlen-Nebengebäude; baugeschichtlich, ortsgeschichtlich und technikgeschichtlich von Bedeutung. | 09277078 |
| Direkt Bild zu diesem Denkmal hochladen | Schlossmühle Reichwalde                          | Reichwalde, Robert-Koch-Straße (Karte)                       |           | ehem. Schlossmühle Reichwalde, am Rittergut, genaue Lage unklar |          |
|                                         | Mühle Eselsberg                                  | Eselsberg, Schadendorfer Straße (Karte)                      |           | ehem. Mühle Eselsberg, genaue Lage unklar |          |
| Weitere Bilder                          | Mühle Kringelsdorf                               | Kringelsdorf, Mühlgrabenweg 5 (Karte)                        |           | ehem. Mühle Kringelsdorf |          |
| Weitere Bilder                          | Hammerwerk Boxberg                               | Boxberg/O.L. (Karte)                                         |           | ehem. Eisenhammer, Hammerwerk Boxberg, am Hammerteich, genaue Lage unklar |          |
| Direkt Bild zu diesem Denkmal hochladen | Mühle und Sägewerk Boxberg                       | Boxberg/O.L., Alte Bautzner Straße (Karte)                   |           | ehem. Mühle und Sägewerk Boxberg, jetzt Kleinwasserkraftwerk |          |

## Liste von Mühlen am Weißen Schöps
Die Liste der ehemaligen Mühlen ist entsprechend der örtlichen Lage von der Quelle bis zur Mündung gegliedert.
| Bild                                    | Bezeichnung                           | Lage                                          | Datierung    | Beschreibung | ID       |
| --------------------------------------- | ------------------------------------- | --------------------------------------------- | ------------ | --- | -------- |
| Weitere Bilder                          | Niedermühle Friedersdorf              | Friedersdorf, Orststraße 80 (Karte)           |              | ehem. Niedermühle Friedersdorf am Friedersdorfer Wasser, abgerissen, jetzt Autohaus |          |
| Weitere Bilder                          | Wassermühle Deutsch-Paulsdorf         | Deutsch-Paulsdorf (Karte)                     |              | ehem. Wassermühle Deutsch-Paulsdorf am Weißen Schöps, genaue Lage unklar |          |
| Weitere Bilder                          | Obermühle Gersdorf                    | Gersdorf, Im Niederdorf 27 (Karte)            |              | ehem. Obermühle Gersdorf |          |
| Weitere Bilder                          | Niedermühle Gersdorf                  | Gersdorf, Kleine Seite 12–13 (Karte)          |              | ehem. Niedermühle Gersdorf |          |
| Weitere Bilder                          | Kirchmühle Markersdorf                | Markersdorf, Am Schöps 59 (Karte)             |              | ehem. Kirchmühle Markersdorf, 2015 abgerissen, von der Denkmalliste gestrichen. Baugeschichtlich und ortsgeschichtlich von Bedeutung (wüst) | 09274875 |
| Weitere Bilder                          | Mühle Tzeutschler Markersdorf         | Markersdorf, Am Schöps 8 (Karte)              |              | ehem. Mühle Tzeutschler Markersdorf |          |
| Weitere Bilder                          | Walter-Mühle Holtendorf               | Holtendorf, Mittelstraße 37 (Karte)           |              | ehem. Walter-Mühle in Holtendorf (Gemeinde Markersdorf) |          |
| Weitere Bilder                          | Obermühle Girbigsdorf                 | Girbigsdorf, Holtendorfer Straße 31 (Karte)   |              | ehem. Obermühle Girbigsdorf, später Sägewerk |          |
| Weitere Bilder                          | Niedermühle Girbigsdorf               | Girbigsdorf, Kleine Seite 47 (Karte)          |              | ehem. Niedermühle Girbigsdorf, jetzt Mühlenhotel |          |
|                                         | Obermühle Königshain                  | Königshain, Dorfstraße 257 (Karte)            |              | ehem. Obermühle Königshain am Königshainer Wasser |          |
| Weitere Bilder                          | Niedermühle Königshain                | Königshain, Dorfstraße 18 (Karte)             | 19. Jh.      | ehem. Niedermühle Königshain am Königshainer Wasser; Mühle (nur der eingeschossige Mühlen-Anbau an das Wohnhaus) mit Mühlgraben; ortsgeschichtlich und technikgeschichtlich von Bedeutung.                                                                          | 09269701 |
| Direkt Bild zu diesem Denkmal hochladen | Mühlengut Ebersbach                   | Ebersbach, Zum Pfarrgrund 2 (Karte)           |              | ehem. Mühlengut Ebersbach, Denkmalschutz gestrichen. | 09269936 |
| Weitere Bilder                          | Obermühle oder Rudolphmühle Ebersbach | Ebersbach, Am Schloß 8 (Karte)                | 18. Jh.      | ehem. Obermühle oder Rudolphmühle Ebersbach; Wohnmühlenhaus und Nebengebäude eines Mühlenanwesens, mit Wasserbau; baugeschichtlich und ortsgeschichtlich von Bedeutung.                                                                                             | 09269938 |
| Weitere Bilder                          | Niedermühle Ebersbach                 | Ebersbach, Hauptstraße 31 (Karte)             | 1860         | ehem. Niedermühle Ebersbach; Wohnmühlenhaus, Seitengebäude, Mühlengebäude, Wehr und Wasserbau sowie zwei Walzenstühle eines Mühlenanwesens; Mühle wird noch betrieben, technikgeschichtlich, baugeschichtlich und ortsgeschichtlich von Bedeutung, Seltenheitswert. | 09269917 |
| Weitere Bilder                          | Ober- oder Hofemühle Kunnersdorf      | Kunnersdorf (Karte)                           |              | ehem. Ober- oder Hofemühle Kunnersdorf, genaue Lage unklar |          |
| Weitere Bilder                          | Niedermühle Kunnersdorf               | Kunnersdorf (Karte)                           |              | ehem. Niedermühle Schöpstal-Kunnersdorf |          |
| Weitere Bilder                          | Alte Mühle Ober Rengersdorf           | Ober Rengersdorf, Bergstraße 1 (Karte)        | um1850       | ehem. Alte Wassermühle Kodersdorf; Mühlenanwesen mit Mahlgebäude und älterem Anbau; ortsgeschichtlich von Bedeutung. | 09269609 |
| Weitere Bilder                          | Niederrengersdorfer Mühle             | Nieder Rengersdorf, Untere Dorfstraße (Karte) |              | ehem. Niederrengersdorfer Mühle, genaue Lage unklar |          |
| Direkt Bild zu diesem Denkmal hochladen | Mühle Kodersdorf                      | Kodersdorf, Mühlweg 10 (Karte)                |              | ehem. Mühle Kodersdorf |          |
|                                         | Lohmühle Särichen                     | Särichen (Karte)                              |              | ehem. Lohmühle Särichen, genaue Lage unklar |          |
| Weitere Bilder                          | Biehainer Mühle                       | Biehain, Zum Inselsee 3 (Karte)               | um 1820      | ehem. Alte Mühle Biehain; Mühle; stattlicher Baukörper mit markantem Krüppelwalmdach, baugeschichtlich und ortsgeschichtlich von Bedeutung. | 08985860 |
| Weitere Bilder                          | Dehmel-Mühle Horka                    | Horka, Görlitzer Straße 61 (Karte)            |              | ehem. Dehmel-Mühle Horka |          |
|                                         | Mühle Horka                           | Horka, Am Gemeindeamt 3 (Karte)               |              | ehem. Mühle Horka, genaue Lage unklar |          |
| Weitere Bilder                          | Mittel- oder Schäfermühle Horka       | Horka, Neue Straße 21 (Karte)                 |              | ehem. Mittel- oder Schäfermühle Horka, genaue Lage unklar |          |
| Direkt Bild zu diesem Denkmal hochladen | Mühle Uhsmannsdorf                    | Uhsmannsdorf, Spreer Straße (Karte)           |              | ehem. Mühle Uhsmannsdorf, genaue Lage unklar (wüst) |          |
| Weitere Bilder                          | Petzold-Mühle Spreehammer             | Uhsmannsdorf, Spreehammer 21 (Karte)          | 1930er Jahre | ehem. Petzold-Mühle Spreehammer; Wassermühle mit Mühlengebäude einschließlich der vollständig erhaltenen Mühlentechnik, Mühlgraben, Mühlteich und Schützenwehr sowie Nebengebäude; ortsgeschichtlich und technikgeschichtlich von Bedeutung.                        | 08975828 |
| Weitere Bilder                          | Mühle Spree                           | Spree, Rothenburger Straße 46 (Karte)         | 1804         | ehem. Mühle Spree, genaue Lage unklar |          |
| Weitere Bilder                          | Mühle Hähnichen                       | Hähnichen, Quolsdorfer Straße 1 (Karte)       | 1848         | ehem. Mühle Hähnichen; Wohnhaus und drei Seitengebäude eines Mühlenanwesens, Reste von Wasserbau, Wasserrad und Wehr; in Struktur erhalten, baugeschichtlich und ortsgeschichtlich von Bedeutung.                                                                   | 09274344 |
| Weitere Bilder                          | Quolsdorfer Mühle                     | Quolsdorf, Mühlenweg 20; 22 (Karte)           | 19. Jh.      | ehem. Quolsdorfer Mühle; Müllerwohnhaus mit Wirtschaftsanbau über Eck (Nr. 20), Seitengebäude (Nr. 22) und Sägemühlengebäude eines Mühlenanwesens, mit Resten von Technik und Wasserbau; ortsgeschichtlich und technikgeschichtlich von Bedeutung.                  | 09274362 |
| Weitere Bilder                          | Gutsmühle Daubitz                     | Daubitz (Karte)                               |              | ehem. Gutsmühle Daubitz |          |
| Weitere Bilder                          | Hammermühle Neuhammer                 | Neuhammer, Rothenburger Straße 44 (Karte)     |              | ehem. Hammermühle Neuhammer |          |
|                                         | Mühle Rietschen                       | Rietschen, Forsthausweg 3 (Karte)             |              | ehem. Mühle Rietschen, genaue Lage unklar |          |
| Weitere Bilder                          | Werdaer Mühle                         | Werda, Kirchstraße 35 (Karte)                 | 19. Jh.      | ehem. Mühle Rietschen; Wohnmühlenhaus, Mahlgebäude und Nebengebäude eines Mühlenkomplexes; baugeschichtlich und ortsgeschichtlich von Bedeutung. | 09277001 |
|                                         | Mühle Hammerstadt                     | Hammerstadt (Karte)                           |              | ehem. Mühle Hammerstadt, genaue Lage genaue Lage unklar |          |
|                                         | Mühle Viereichen                      | Viereichen (Karte)                            |              | ehem. Mühle Viereichen, vom Tagebau Reichwalde überbaggert |          |
| Weitere Bilder                          | Mocholzer Mühle                       | Mocholz (Karte)                               |              | ehem. Mocholzer Mühle, Mahl- und Ölmühle, bis 1980 betrieben, 1992 abgebrochen, vom Tagebau Reichwalde überbaggert |          |
|                                         | Mühle Neuliebel                       | Neuliebel (Karte)                             |              | ehem. Mühle Neuliebel |          |
| Weitere Bilder                          | Mühle Wunscha                         | Wunscha (Karte)                               |              | ehem. Mühle Wunscha, vom Tagebau Reichwalde überbaggert |          |

## Landkarten-Archiv
- Messtischblatt Bautzen 419 (1910) (abgerufen am 16. August 2025)
- Messtischblatt Görlitz 420 (1909) (abgerufen am 16. August 2025)
- Messtischblatt Niesky 394 (1907) (abgerufen am 16. August 2025)
- Messtischblatt Horka 4755 (1929) (abgerufen am 16. August 2025)